# Wonderland (canção)
"Wonderland" é uma canção da cantora inglesa Natalia Kills, contida no seu álbum de estreia, Perfectionist (2011). Composta por Kills, Michael Warren e "The-Ron" Feemster, com produção do último, foi lançada como o segundo single do disco em 12 de abril de 2011. "Wonderland" é uma das faixas incluídas no filme A Fera (2011).

## Composição e recepção crítica
"Wonderland" é uma canção de dance-pop e synthpop com um tempo acelerado na qual Kills canta o verso "Eu não acredito em contos de fadas, mas sim em mim e ti" e faz alusão a contos de fadas: "Eu não sou Branca de Neve" e "Eu não sou Chapeuzinho Vermelho". Jon O'Brien, do portal Allmusic, relatou que a produção da faixa "parece ter sido emprestada de The Fame Monster [de Lady Gaga]".

## Vídeo musical

Natalia Kills a ser decapitada na cena final do vídeo

O vídeo de "Wonderland" foi co-dirigido por Natalia Kills e Guillaume "G" Doubet e lançado em 1° de abril de 2011. Contém um cenário de violência e faz referência aos contos infantis Alice no País das Maravilhas, Chapeuzinho Vermelho e Branca de Neve.
Foram gravadas uma versão original e outra censurada. A última inicia com o seguinte aviso: "Algumas cenas foram censuradas ou removidas para consentirem com regulamentos de exibição pública." Logo após, Kills aparece sendo capturada por militares e forçada a comparecer a uma festa na qual está usando uma máscara de coelho e sapatos de salto de coluna vertebral. Palavras como "perigo" e "censurado" são reveladas entre as cenas, cuja inspiração vem do trabalho da artista conceitual estado-unidense Barbara Kruger. A cantora se rebela e sobe na mesa de jantar, na qual estão todos os convidados, acabando com o evento, que torna-se em um fiasco. Ela é apanhada por guardas e levada até uma tábua, na qual é deitada e um homem mascarado com um machado fica acima de si, levanta a sua ferramenta e então impulsiona-a ao pescoço de Kills. A diferença das edições é que a primeira mostra a parte final quando a cantora é decapitada pelo carrasco representando a sua desconexão com a realidade.
Nicole James, do blog Buzzworthy da MTV, notou que "[...] nós não somos sábios em Sociologia ou algo parecido, mas a nossa hipótese é que o vídeo seja um comentário sobre como, nas fantasias, as coisas não são como parecem".

## Apresentações ao vivo
Natalia Kills apresentou "Wonderland" em 1° de junho de 2011 na 58.ª edição do evento alemão The Dome na cidade de Essen.

## Listas de faixas
| Download digital |              |         |  |
| N.º              | Título       | Duração |  |
| 1.               | "Wonderland" | 3:31    |  |

| CD single |                                                          |         |  |
| N.º       | Título                                                   | Duração |  |
| 1.        | "Wonderland"                                             | 3:32    |  |
| 2.        | "Wonderland (Ft. Rrlytox)" (Release Yourself Club Remix) | 6:12    |  |

| Extended play (EP) de remixes e vídeo |                                                             |         |  |
| N.º                                   | Título                                                      | Duração |  |
| 1.                                    | "Wonderland" (Release Yourself Club Remix)                  | 6:13    |  |
| 2.                                    | "Wonderland" (Ladytron Remix)                               | 3:27    |  |
| 3.                                    | "Wonderland" (We Have Band Remix)                           | 4:22    |  |
| 4.                                    | "Wonderland" (vídeo com legendas ocultas, edição censurada) | 4:02    |  |

## Créditos
Lista-se abaixo todos os profissionais envolvidos na elaboração de "Wonderland", de acordo com o encarte do álbum Perfectionist:
| - Composição: Natalia Kills, Michael Warren, "The-Ron" Feemster - Produção musical: Feemster - Guitarra: Robert Horn, Feemster - Mistura: Robert Orton | - Masterização: Gene Grimaldi - Engenharia: Zach Kasik, Horn - Vocais adicionais: Feemster - Instrumentação: Feemster |

## Desempenho nas tabelas musicais
| Tabela (2011)               | Melhor posição |
| --------------------------- | -------------- |
| Alemanha (Media Control AG) | 45             |
| Áustria (Ö3 Austria Top 40) | 55             |